# 임태혁
임태혁(1980년 5월 27일 ~ )은 대한민국의 가수이다. 테테(Tete)라는 예명으로 활동한다.

## 음반 목록
정규
- 2012: 《Eclipse》

EP
- 2011: 《Romantico》
- 2012: 《오렌지 레볼루션 페스티벌 Part.2》
- 2014: 《Love & Relax》

싱글
- 2012: 《Midnight Picnic》
- 2012: 《Emerald Sky》
- 2013: 《Floral Rain》
- 2013: 《스트로베리 익스트림 페스티벌 Part.4》
- 2021: 《내가 바다에 던져버린 것은》 Melon